# Lijst van voetbalinterlands Duitsland - Rusland
Deze lijst van voetbalinterlands is een overzicht van alle officiële voetbalwedstrijden tussen de nationale teams van Duitsland en Rusland. De landen speelden tot op heden zeven keer tegen elkaar. De eerste ontmoeting, een wedstrijd tijdens de Olympische Spelen 1912, werd gespeeld in Stockholm (Zweden) op 1 juli 1912. Het laatste duel, een vriendschappelijke wedstrijd, vond plaats op 15 november 2018 in Leipzig.

## Wedstrijden
| № | Plaats          | Datum            | Competitie           | Wedstrijd           | Uitslag |
| - | --------------- | ---------------- | -------------------- | ------------------- | ------- |
| 1 | Stockholm       | 1 juli 1912      | OS 1912              | Duitsland – Rusland | 16 – 0  |
| 2 | Moskou          | 7 september 1994 | Vriendschappelijk    | Rusland – Duitsland | 0 – 1   |
| 3 | Manchester      | 16 juni 1996     | EK 1996              | Duitsland – Rusland | 3 – 0   |
| 4 | Mönchengladbach | 8 juni 2005      | Vriendschappelijk    | Duitsland – Rusland | 2 – 2   |
| 5 | Dortmund        | 11 oktober 2008  | WK 2010 kwalificatie | Duitsland – Rusland | 2 – 1   |
| 6 | Moskou          | 10 oktober 2009  | WK 2010 kwalificatie | Rusland – Duitsland | 0 – 1   |
| 7 | Leipzig         | 15 november 2018 | Vriendschappelijk    | Duitsland – Rusland | 3 – 0   |

## Samenvatting
| Competitie        | Totaal gespeeld | Winst Duitsland | Gelijk | Winst Rusland | Doelsaldo Duitsland – Rusland |
| ----------------- | --------------- | --------------- | ------ | ------------- | ----------------------------- |
| WK-kwalificatie   | 2               | 2               | 0      | 0             | 3 − 1                         |
| EK-eindronde      | 1               | 1               | 0      | 0             | 3 − 0                         |
| Olympische spelen | 1               | 1               | 0      | 0             | 16 − 0                        |
| Vriendschappelijk | 3               | 2               | 1      | 0             | 6 − 2                         |
| Totaal            | 7               | 6               | 1      | 0             | 28 − 3                        |

Wedstrijden bepaald door strafschoppen worden, in lijn met de FIFA, als een gelijkspel gerekend.

## Details

### Vijfde ontmoeting
| Duitsland                             | 2 – 1 | Rusland             |
| Lukas Podolski 9' Michael Ballack 28' | goals | 51' Andrej Arsjavin |